# گودزیلا: جنگ‌های نهایی
گودزیلا: جنگ‌های نهایی (انگلیسی: Godzilla: Final Wars) فیلمی ژاپنی در سبک علمی–تخیلی و کایجو است که در سال ۲۰۰۴ منتشر شد.